# Jacob Weigert

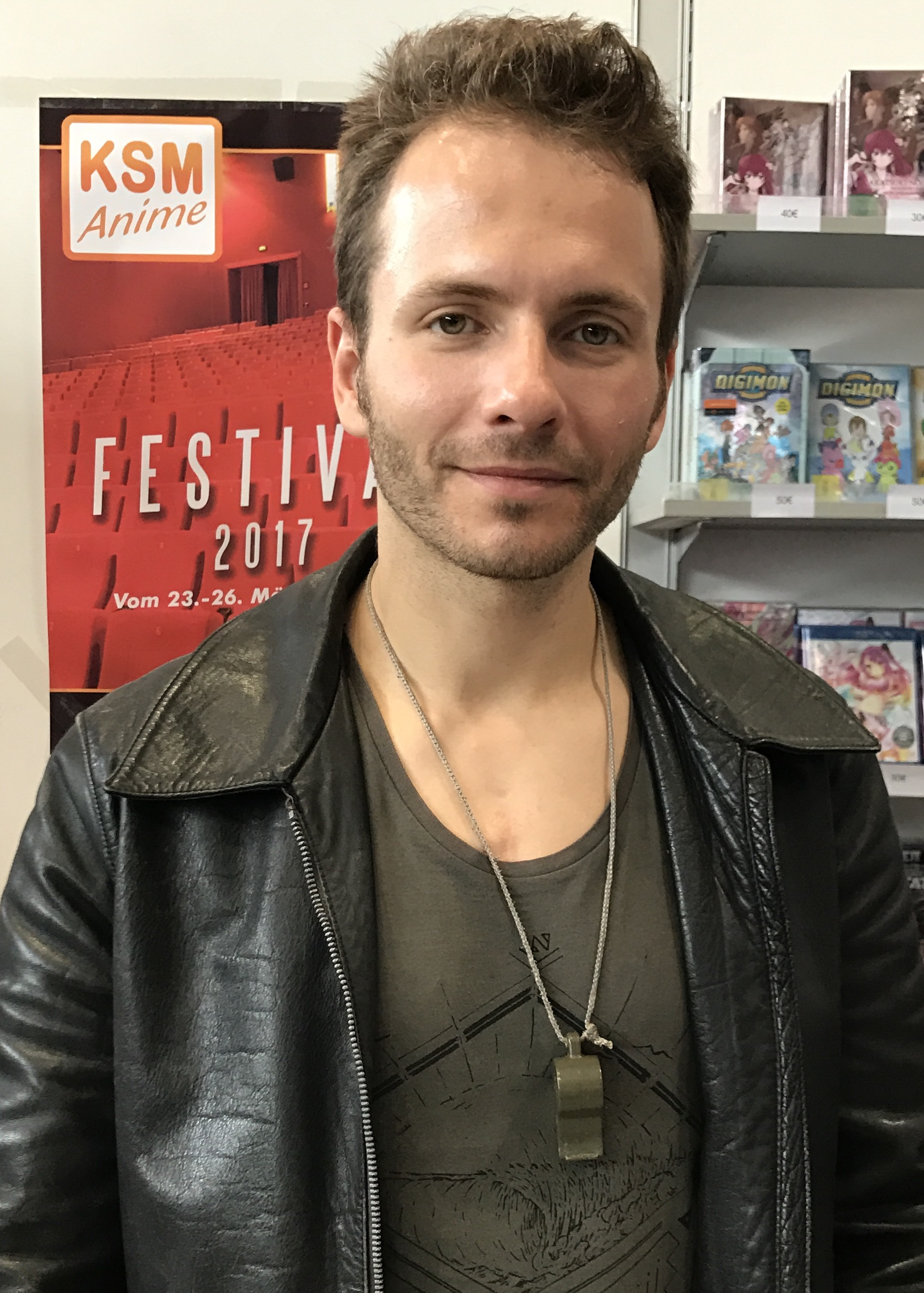
Jacob Weigert (2017)

Jacob David Weigert (* 20. August 1981 in Berlin) ist ein deutscher Film- und Theaterschauspieler, Hörspielsprecher, Hörbuch- und Synchronsprecher.

## Leben
Jacob Weigert begann 2002 mit dem Schauspielstudium in Hamburg, das er 2005 mit einer ZBF-Prüfung erfolgreich abschloss. Seitdem spielte er in zahlreichen Filmproduktionen wie auch in Theater-Aufführungen mit. Im März 2005 stand er bei der Verfilmung der Sturmflut 1962 als Die Nacht der großen Flut neben Christiane Paul und Ulrich Tukur vor der Kamera. Im März 2006 spielte er die Rolle des Tizian neben Nadine Nollau im Zwei-Personen-Stück Z von Nino Haratischwili. Im November 2006 folgte das erste Engagement im Deutschen Schauspielhaus als Farid im Stück Tintenherz. Erste Sprechrollen im Synchron-, Werbe- und Dokumentationsbereich und als Off-Sprecher für die Dokumentation Germaine Tillion – Eine Zeugin des Jahrhunderts über die Überlebenden des KZ Ravensbrück schlossen sich seit März 2007 an.
Zwischen 2003 und 2006 spielte er u. a. in den Theaterstücken Die Perser (als König Xerxes), Das Restpaar von Theresia Walser, Raststätte von Elfriede Jelinek, Romeo und Julia (als Tybalt/Sir Capulet), Drei Schwestern (als Wersheim), Switched Off von Michael Müller, Radical Romance von Eva Maria Stüting, Die Übersetzung des Herzens von Michael Müller, Woyzeck (als Doktor), Agonie von Nino Haratischwili, außerdem in Hallo Nazi (Monoblock) und Hamlet – leicht gekürzt (Long, Singer, Winfield; als Peter, Laertes). 2008 folgte das Debüt in den Hamburger Kammerspielen als Dennis Dutton in dem Stück Zeitfenster von David Hare, unter der Regie von Ulrike Maack.
Zudem wirkte er in der Europa-Hörspielreihe TKKG in drei Folgen mit, die 2008 und 2010 veröffentlicht wurden. 2010 erschienen im Jumbo Verlag die ersten beiden Hörbücher, an denen er mitwirkte: Nathan und seine Kinder von Mirjam Pressler in der Rolle des Abu Hassan und in Wildnis von Roddy Doyle als Erzähler aus der Perspektive der Jungen.
Von Mai bis Oktober 2010 spielte er in der Telenovela Anna und die Liebe die Rolle des Enrique Vegaz. Von Frühjahr 2011 bis April 2012 war er in derselben Rolle wieder dabei. Auch in der vierten Staffel der Telenovela gehörte er zum Hauptcast. Beim German Soap Award, einer Galaveranstaltung, wurde er als Sexiest Man ausgezeichnet.

## Filmografie (Auswahl)
- 2004: Klassenfahrt – Geknutscht wird immer
- 2005: Chaos statt Laos
- 2005: Die Nacht der großen Flut
- 2006: Küstenwache
- 2006: Nichts
- 2006: Gunnar – ein Student im Hemd
- 2007: Einsatz in Hamburg – Mord nach Mitternacht
- 2007: Taiketsu
- 2007: Café m/f Liebe
- 2007: Elvis und der Kommissar
- 2007: Die Pfefferkörner
- 2008: Eine Weihnachtsliebe
- 2009: Mai ***8 (Sprecherrolle)
- 2009: Zeit der Entscheidung – Die Soap Deiner Wahl
- 2010–2012: Anna und die Liebe (Telenovela)
- 2010: Das ist ja das Leben selbst!
- 2012: Es kommt noch dicker
- 2014: Die Familiendetektivin – Brüderchen und Schwesterchen
- 2014: Alles was zählt
- 2014: In aller Freundschaft – Voreilige Schlüsse (Episodenrolle)
- 2017, 2019: Gute Zeiten, schlechte Zeiten

## Synchronrollen (Auswahl)

### Filme
- 2010: Zeit(en) und Porträt(s) (Sprecherrolle)
- 2013: Jamie Campbell Bower als Jace in Chroniken der Unterwelt – City of Bones
- 2014: James Norton als Oliver Ashford in Dido Elizabeth Belle
- 2014: James Norton als Klarinettist in Mr. Turner – Meister des Lichts
- 2014: Shotaro Morikubo als Shikamaru Nara in Naruto: The Last: Naruto the Movie
- 2016: Robbie Amell als Renton in ARQ
- 2016: Brendan Fletcher als Fryman in The Revenant – Der Rückkehrer
- 2016: Erik Valdez als Ray Lopez in Jarhead 3 – Die Belagerung
- 2016 Rodrigo Santoro als Jesus in Ben Hur
- 2020: James Norton als John Brooke in Little Women
- 2021: James Norton als George Claire in Things Heard & Seen

### Serien
- 2006–2018: Tomokazu Sugita als Gintoki Sakata in Gin Tama
- 2007–2017: Shotaro Morikubo als Shikamaru Nara in Naruto Shippuden
- 2013–2014: Luke Kleintank als Travis Hobbs in Pretty Little Liars
- 2014: Rhys Coiro als Bill Norquist in Longmire
- 2014–2016: Santiago Cabrera als Aramis in Die Musketiere
- 2015: Richard Brancatisano als Dominic in Chasing Life
- 2015: Hiroshi Tsuchida als John Titor in Steins;Gate
- 2015–2016: Bobby Campo als Seth Branson in Scream
- 2016: Katsuyuki Konishi als Tom Tanaka in Durarara!!
- 2017: Santiago Cabrera als Diego in The Mindy Project
- 2017: Kōki Uchiyama als Ruth in Die Braut des Magiers
- 2017–2023: Shotaro Morikubo als Shikamaru Nara in Boruto: Naruto Next Generations
- 2018: Richard Madden als David Budd in Bodyguard
- 2019: Yūichi Nakamura als Tsukasa Shishio in Dr. Stone

## Theaterproduktionen (Auswahl)
- 2003: Die Perser (Zeisehallen Hamburg)
- 2004: Schnell vorüber junger Ritter (Kulturbühne Eimsbüttel)
- 2004: Raststätte (Thalia Theater in der Gaußstraße)
- 2004: 3 Schwestern (Studiobühne)
- 2004: Switched Off (Malersaal des Deutschen Schauspielhauses)
- 2004: Radical Romance (Kampnagel)
- 2004: Briefe einer Liebe (Studiobühne)
- 2005: Restpaar (Hamburger Sprechwerk)
- 2005: Romeo und Julia (Hamburger Sprechwerk)
- 2005: Die Übersetzung des Herzens (Malersaal des Deutschen Schauspielhauses)
- 2005: Ich Böt Guse (Kampnagel)
- 2006: Z (Thalia Theater Gaußstraße)
- 2006: Woyzeck (Hachmann Bunker unterm DSH)
- 2006: Max & Elise – Briefe aus dem KZ (Staatstheater Oldenburg)
- 2006: Hallo Nazi (Norddeutsches Tourneetheater)
- 2006: Der Himmel ist hier – Ein Tangostück (Malersaal des Deutschen Schauspielhauses)
- 2006: Nichts – Ein Dramolett (Kottwitzkeller HH)
- 2006: Ich Kommunist, Du Manifest (Polit Theater)
- 2006: Tintenherz (Deutsches Schauspielhaus)
- 2006: Hamlet – leicht gekürzt (St. Pauli Theater)
- 2007: Der Freischuss (Opernloft)
- 2007: Agonie (Lichthof Theater)
- 2007: Fleisch & Blut: Frauen um Dr. Andernach (Haus III&70)
- 2008: Fleisch & Blut: Lord des Grauens (Haus III&70)
- 2008: Fleisch & Blut: Aus heimlicher Liebe zu Fürst Roberto (Haus III&70)
- 2008: Fleisch & Blut: Bestie im weißen Kittel (Haus III&70)
- 2008: Schluss mit Sehnsucht! 3 Schwestern (Kampnagel)
- 2008: Hinkemann (Zeisehallen Hamburg)
- 2008: Haustorien (Altonale)
- 2008: Sängerkrieg im Opernloft (Opernloft)
- 2008: Zeitfenster (Hamburger Kammerspiele)
- 2009: Fading Records (Neubausaal Schwäbisch Hall)
- 2009: Algier (Lichthof Theater)
- 2009: Die Bremer Stadtmusikanten (Altonaer Rathaus)
- 2009: Die Schatzinsel (Altonaer Rathaus)
- 2013: Titus Andronicus (Kampnagel)
- 2015: Am Morgen danach (Comödie Dresden)

## Hörbücher und Hörspiele (Auswahl)
- Mirjam Pressler: Nathan und seine Kinder. Jumbo Neue Medien & Verlag & Audible, Hamburg 2010, ISBN 978-3-8337-2575-3. (Hörspiel)
- Roddy Doyle: Wildnis. Jumbo Neue Medien & Verlag, Hamburg 2010, ISBN 978-3-8337-2601-9.
- Gerd Ruebenstrunk: Arthur und die vergessenen Bücher. Jumbo Neue Medien & Verlag, Hamburg 2010, ISBN 978-3-8337-2665-1.
- Lauren Kate: Engelsnacht. Jumbo Neue Medien & Verlag, Hamburg 2010, ISBN 978-3-8337-2683-5.
- Gerd Ruebenstrunk: Arthur und der Botschafter der Schatten. Jumbo Neue Medien & Verlag, Hamburg 2011, ISBN 978-3-8337-2703-0.
- Pittacus Lore: Ich bin Nummer Vier. Jumbo Neue Medien & Verlag, Hamburg 2011, ISBN 978-3-8337-2733-7.
- Libba Bray: Ohne. Ende. Leben. Jumbo Neue Medien & Verlag, Hamburg 2011, ISBN 978-3-8337-2688-0. (ausgezeichnet mit der hr2-Hörbuchbestenliste)
- Peter Nieländer, Andrea Erne: Wieso? Weshalb? Warum? Alles über die Feuerwehr. Jumbo Neue Medien & Verlag, Hamburg 2011, ISBN 978-3-8337-2830-3.
- Gerd Ruebenstrunk: Arthur und die Stadt ohne Namen. Jumbo Neue Medien & Verlag, Hamburg 2011, ISBN 978-3-8337-2797-9.
- Neal Shusterman: Vollendet. Sauerländer audio, Mannheim 2012, ISBN 978-3-411-81109-0.
- Pittacus Lore: Die Macht der Sechs. Jumbo Neue Medien & Verlag, Hamburg 2012, ISBN 978-3-8337-2926-3.
- Bram Stoker: Dracula. Jumbo Neue Medien & Verlag, Hamburg 2012, ISBN 978-3-8337-2899-0.
- Neal Shusterman: Vollendet – Der Aufstand. Sauerländer audio, Frankfurt am Main 2013, ISBN 978-3-7373-6594-9.
- Hans Christian Andersen: Der standhafte Zinnsoldat, Die wilden Schwäne, Der Rosenelf. in der Edition Andersens Märchen, Sauerländer audio, Berlin 2013, ISBN 978-3-8398-4502-8.
- Devan Sipher: Jeden Tag ein Happy End. Jumbo Neue Medien & Verlag, Hamburg 2013, ISBN 978-3-8337-3049-8.
- Colleen Hoover: Weil ich Will liebe. Jumbo Neue Medien & Verlag, Hamburg 2014, ISBN 978-3-8337-3211-9.
- J. E. Bright, Laurie S. Sutton, Jane Mason: Die Superschurken greifen an! Argon Verlag, Berlin 2015, ISBN 978-3-8398-4082-5.
- Sandy Hall: Klar ist es Liebe. Sauerländer audio, Berlin 2015, ISBN 978-3-8398-4709-1. (Shortlist Deutscher Kinderhörbuchpreis BEO)
- Stephenie Meyer: Biss in alle Ewigkeit. Silberfisch, Hamburg 2015, ISBN 978-3-86742-291-8.
- Jennifer Armentrout: Opal Schattenglanz. Silberfisch, Hamburg 2015, ISBN 978-3-86742-564-3.
- Veronica Roth: Die Bestimmung – Fours Geschichte (Die Bestimmung-Reihe 4), der Hörverlag, ISBN 978-3-8445-2065-1
- Monika Peetz: Ausgerechnet wir. Hörbuch Hamburg, Hamburg 2016, ISBN 978-3-95713-062-4.
- Nina George: Das Traumbuch. Argon Verlag, Berlin 2016. ISBN 978-3-8398-1464-2.
- Sara Pennypacker: Mein Freund Pax. Sauerländer audio, Berlin 2017, ISBN 978-3-8398-4880-7. (ausgezeichnet mit der hr2-Hörbuchbestenliste, Longlist-Preis der deutschen Schallplattenkritik, Shortlist HÖRkulino)
- Dave Eggers: Die Mitternachtstür. Sauerländer audio, Berlin 2018, ISBN 978-3-8398-4925-5.
- Dawn O’ Porter: Cows. Argon Verlag, Berlin 2019. ISBN 978-3-8398-1712-4.
- V. E. Schwab: Vicious – Das Böse in uns. Argon Verlag, Berlin 2020. ISBN 978-3-7324-5429-7.
- Dan Jolley: Waterland – Aufbruch in die Tiefe. Argon Verlag, Berlin 2020. ISBN 978-3-8398-4240-9.
- Neal Shusterman: Dry. Argon Verlag, Berlin 2020. ISBN 978-3-7324-5493-8.
- Hans-Jürgen Faul und Holger Parsch: Die Autodoktoren – Zwei drehen am Rad, Argon Verlag 2020. ISBN 978-3-7324-5513-3.
- Dan Jolley: Waterland – Stunde der Giganten. Argon Verlag, Berlin 2021. ISBN 978-3-8398-4246-1.
- Eva Carter: Zwischen zwei Herzschlägen. Argon Verlag, Berlin 2021. ISBN 978-3-7324-5524-9.
- Sara Pennypacker: Mein Freund Pax – Die Heimkehr (Band 2 der Serie „Mein Freund Pax“) Argon Verlag, Berlin 2022. ISBN 978-3-8398-4999-6
- Colleen Hoover: Weil wir uns lieben. Hörbuch Hamburg, Hamburg 2022, ISBN 978-3-8449-3211-9. (Hörbuch-Download)
- Tobias Goldfarb: Waraka (Fantasy) Argon Verlag & BookBeat, Berlin 2023. ISBN 978-3-7324-0907-5 (Hörbuch-Download)
- Amber Smith: The way I am now, Hörbuch Hamburg, 2024. ISBN 978-3-8449-3687-2 (Hörbuch-Download, The Way I Used to Be 2)
- Rosie Talbot: Sixteen Souls. Argon Verlag, Berlin 2024, ISBN 978-3-7324-7540-7. (Hörbuch-Download)
- Rosie Talbot: Twelve Bones. Argon Verlag, Berlin 2025, ISBN 978-3-7324-7676-3. (Hörbuch-Download)

## Auszeichnungen
- 2011: German Soap Award – Sexiest Man